# ماكس هاستينغز
ماكس هاستينغز (بالإنجليزية: Max Hastings)‏ (و. 1945 – م) هو صحفي، ومؤرخ عسكري، وكاتب من المملكة المتحدة .

## روابط خارجية
- ماكس هاستينغز على موقع IMDb (الإنجليزية)
- ماكس هاستينغز على موقع ميوزك برينز (الإنجليزية)
- ماكس هاستينغز على موقع إن إن دي بي (الإنجليزية)
- ماكس هاستينغز على موقع قاعدة بيانات الفيلم (الإنجليزية)